# Okręg wyborczy Rugby
Okręg wyborczy Rugby powstał w 1885 r. i wysyłał do brytyjskiej Izby Gmin jednego deputowanego. Okręg obejmował miasto Rugby w hrabstwie Warwickshire. Został zlikwidowany w 1983 r. Przywrócono go podczas wyborów parlamentarnych w 2010 r.

## Deputowani do brytyjskiej Izby Gmin z okręgu Rugby
- 1885–1895: Henry Cobb
- 1895–1900: Richard Verney, Partia Konserwatywna
- 1900–1910: Corrie Grant
- 1910–1922: John Baird, Partia Konserwatywna
- 1922–1923: Euan Wallace, Partia Konserwatywna
- 1923–1924: Ernest Brown, Partia Liberalna
- 1924–1942: David Margesson, Partia Konserwatywna
- 1942–1950: William Brown, niezależny, od 1945 r. Partia Pracy
- 1950–1959: James Johnson, Partia Pracy
- 1959–1966: Alfred Wise, Partia Konserwatywna
- 1966–1979: William Price, Partia Pracy
- 1979–1983: Jim Pawsey, Partia Konserwatywna